# Sapientia vino obumbratur
 Sapientia vino obumbratur  лат. (изговор: сапијенција вино обумбратур). Ум се вином замрачује. (Плиније Старији)

## Поријекло изреке
Изрекао Гај Плиније Секунд Старији, (лат. Gaius Plinius Secundus Maior - римски писац и научник - природњак у првом вијеку нове ере.

## Тумачење
„...у пићу и мудар побудали.“